# Glycyrrhiza bucharica
Glycyrrhiza bucharica es una especie de planta floral del género Glycyrrhiza, familia Fabaceae, orden Fabales.

## Distribución
Se distribuye por Afganistán, Tayikistán, Turkmenistán y Uzbekistán.

## Taxonomía
Fue descrita por Regel y publicada en Trudy Imperatorskago S.-Peterburgskago Botaničeskago Sada 8: 697 (1884).